# Calociro Delfina
Calociro Delfina (en griego: Καλοκυρός Δελφινάς, fl. c. 982-989) fue un general bizantino y catapán de Italia, que más tarde se rebeló contra el emperador Basilio II y fue ejecutado.

## Biografía
El antipato y patricio Delfina era partidario del poderoso clan Focas de Anatolia y del poderoso primer ministro del Imperio bizantino, el paracemomeno Basilio Lecapeno, quien aseguró su nombramiento como catapán (gobernador militar superior) del sur de Italia en 982. Delfina ocupó el cargo hasta 985 y presidió una mejora de la posición bizantina en la península, ayudada por circunstancias externas fortuitas: el emperador del Sacro Imperio Romano Germánico Otón II fue derrotado en la batalla de Stilo y murió al año siguiente (983), mientras que los árabes estaban preocupados por luchas internas. Así, Delfina pudo consolidar el control sobre Langobardia, apoderándose de Ascoli en diciembre de 982.
Unos años más tarde, Delfina se unió a la revuelta de Bardas Focas contra el emperador Basilio II, y comandó el ejército rebelde que había acampado en Crisópolis, al otro lado del Bósforo desde la capital, Constantinopla. Allí, a finales de 988 o principios de 989, fueron atacados por Basilio II con tropas bizantinas y varegas y fueron derrotados. Delfina fue capturado y ejecutado por crucifixión o por empalamiento, un castigo inusualmente severo que pretendía ser una advertencia para los otros generales rebeldes; es revelador que, además de Delfina, solo otro oficial rebelde capturado fue ejecutado durante esta guerra civil, e incluso eso no es seguro. Una columna en conmemoración de Delfina se erigió en el lugar de su ejecución, sobreviviendo hasta el siglo XI.